# Saint-Louis (Guadalupa)
Saint-Louis è un comune francese di 2 814 abitanti situato sulla costa nord-occidentale dell'isola di Marie-Galante e facente parte del dipartimento d'oltre mare di Guadalupa.
Dal punto di vista geomorfologico, il territorio comunale - attraversato dal fiume Vieux-Fort - è delimitato a sud dal fiume Saint-Louis e a nord dalla costa oceanica a falesia che digrada verso ovest in una costa sabbiosa. Una linea di faglia chiamata la Barre lo attraversa con un andamento NO-SE separando la parte più settentrionale dal resto dell'isola.

## Storia
Le popolazioni caraibiche abitavano da lungo tempo l'isola di Marie-Galante - come gran parte delle Antille - , ma la colonizzazione francese ebbe luogo a partire dal 1648 con la fondazione di Vieux-Fort che fu il primo insediamento europeo sull'isola. Il forte originario divenne in seguito la cittadina di Saint-Louis (la prima attestazione del nome in una mappa risale al 1760).

## Economia
Saint-Louis è il più antico porto dell'isola. Per lungo tempo la sua economia era legata alla coltivazione della canna da zucchero e alla produzione di zucchero. Il lavoro nelle piantagioni era affidato agli schiavi e Saint-Louis - fino all'abolizione della schiavitù nei territori francesi (1849) - fu uno dei centri della tratta degli schiavi dall'Africa.
L'economia attuale si basa sulla pesca e sul turismo, in crescita grazie alle spiagge e a luoghi come Gueule Grand-Gouffre, un arco naturale creato dall'oceano nella falesia.

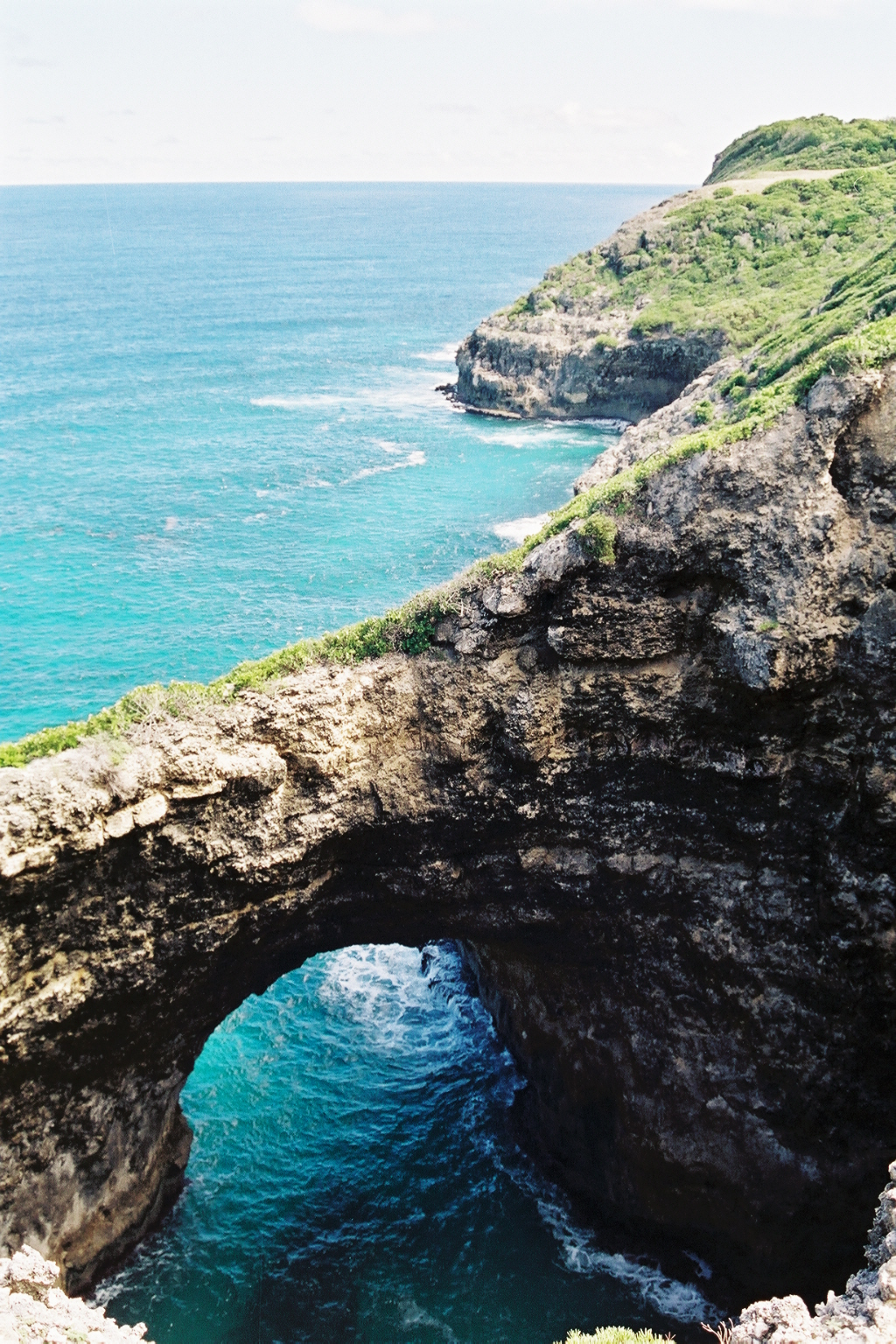
L'arco naturale di Gueule Grand-Gouffre.